# ミハイル・アルタモノフ
ミハイル・イラリオーノヴィチ・アルタモノフ（ロシア語:  Михаил Илларионович Артамонов、英語:  Mikhail Illarionovich Artamonov、1898年12月5日 - 1972年7月31日 ）は、ソビエト連邦の歴史家、考古学者。 

## 経歴
1898年、ロシア帝国トヴェリ県（現ロシア連邦トヴェリ州）生まれ。1934年、サンクトペテルブルク大学教授。1949年、同大学考古学部長。1951～1964年、エルミタージュ美術館長を務めた。

## 研究内容・業績
青銅器時代から中世まで、ドン川から北コーカサス、ウクライナにわたる、多くの遺跡の発掘調査をした。9世紀サルケル遺跡（ru:Саркел）の調査により、ハザールの研究の進展に寄与した。

## 著作
- CiNii(アルタモノフ M. I.)